# Heinz Feldhege
Heinz Feldhege (* 27. Mai 1929 in Eicken; † 23. Juni 2021 in Mönchengladbach) war ein deutscher Politiker (CDU).

## Leben und Wirken
Feldhege war Bundesbahnbeamter und trat der CDU bei. Von 1957 trat er im Jugendwohlfahrtsausschuss erstmals in der Kommunalpolitik in Erscheinung. 1963 wurde er in den Rat der Stadt Mönchengladbach gewählt. Feldhege setzte sich besonders für das Zusammenwachsen der Städte Rheydt und Mönchengladbach ein.
Nach Auflösung der bisherigen Stadträte Rheydt und Mönchengladbach durch die kommunale Neugliederung im Jahr 1975 gehörte er dem aus 15 Personen gebildeten Übergangsrat an. 1984 wurde Feldhege zum Oberbürgermeister der vereinigten Stadt Mönchengladbach gewählt.
Im Sommer 1989 folgten über 300 ehemalige jüdische Bürger seiner Einladung in ihre Heimatstadt zu einer Begegnungswoche. Feldhege blieb bis zu seinem Rücktritt am 17. Dezember 1997 dreizehn Jahre lang Oberbürgermeister der Stadt Mönchengladbach und war damit der dienstälteste Oberbürgermeister der Stadt.
Feldhege war seit 1957 verheiratet, hat eine Tochter und wohnte in Rheindahlen. 

## Auszeichnungen und Ehrungen
- 1992: Verdienstorden der Bundesrepublik Deutschland (Verdienstkreuz am Bande)
- 1993: Verdienstorden des Landes Nordrhein-Westfalen
- 1997: Ernennung zum Ehrenoberbürgermeister von Mönchengladbach durch Ratsbeschluss
- 2009: Ausrichtung eines Empfangs im Ratssaal des Mönchengladbacher Rathauses Abtei durch Oberbürgermeister Norbert Bude anlässlich seines 80. Geburtstages
- Ehrenmitglied des Theater Krefeld Mönchengladbach